# Forenede Arabiske Emirater ved sommer-OL 2016
Forenede Arabiske Emirater deltog ved Sommer-OL 2016 i Rio de Janeiro som blev arrangeret i perioden 5. august til 21. august 2016.

## Medaljer
| 2016 Rio de Janeiro        | Guld | Sølv | Bronze | Totalt |
| Forenede Arabiske Emirater | 0    | 0    | 1      | 1      |

### Medaljevinderne
| Forenede Arabiske Emirater under sommer-OL 2016 i Rio de Janeiro | Forenede Arabiske Emirater under sommer-OL 2016 i Rio de Janeiro | Forenede Arabiske Emirater under sommer-OL 2016 i Rio de Janeiro | Forenede Arabiske Emirater under sommer-OL 2016 i Rio de Janeiro | Forenede Arabiske Emirater under sommer-OL 2016 i Rio de Janeiro |
| Medalje                                                          | Navn                                                             | Sport                                                            | Event                                                            | Dato                                                             |
| ---------------------------------------------------------------- | ---------------------------------------------------------------- | ---------------------------------------------------------------- | ---------------------------------------------------------------- | ---------------------------------------------------------------- |
| Bronze                                                           | Sergiu Toma                                                      | Judo                                                             | Mændenes 81 kg                                                   | 9. august                                                        |